# Sainte-Hélène-de-Breakeyville
Sainte-Hélène-de-Breakeyville eller bara Breakeyville är en stadsdel i Lévis i Québec i Kanada, till 2001 en separat kommun. Den ligger i stadens södra del. Folkmängden uppskattades 2022 till 7 030 invånare. Byn Breakeyville växte till att omfatta nästan hela den tidigare kommunen, och har likt andra delar av Lévis växt ihop med tätbebyggelsen runt staden Québec.